# Georg Philipp Telemann

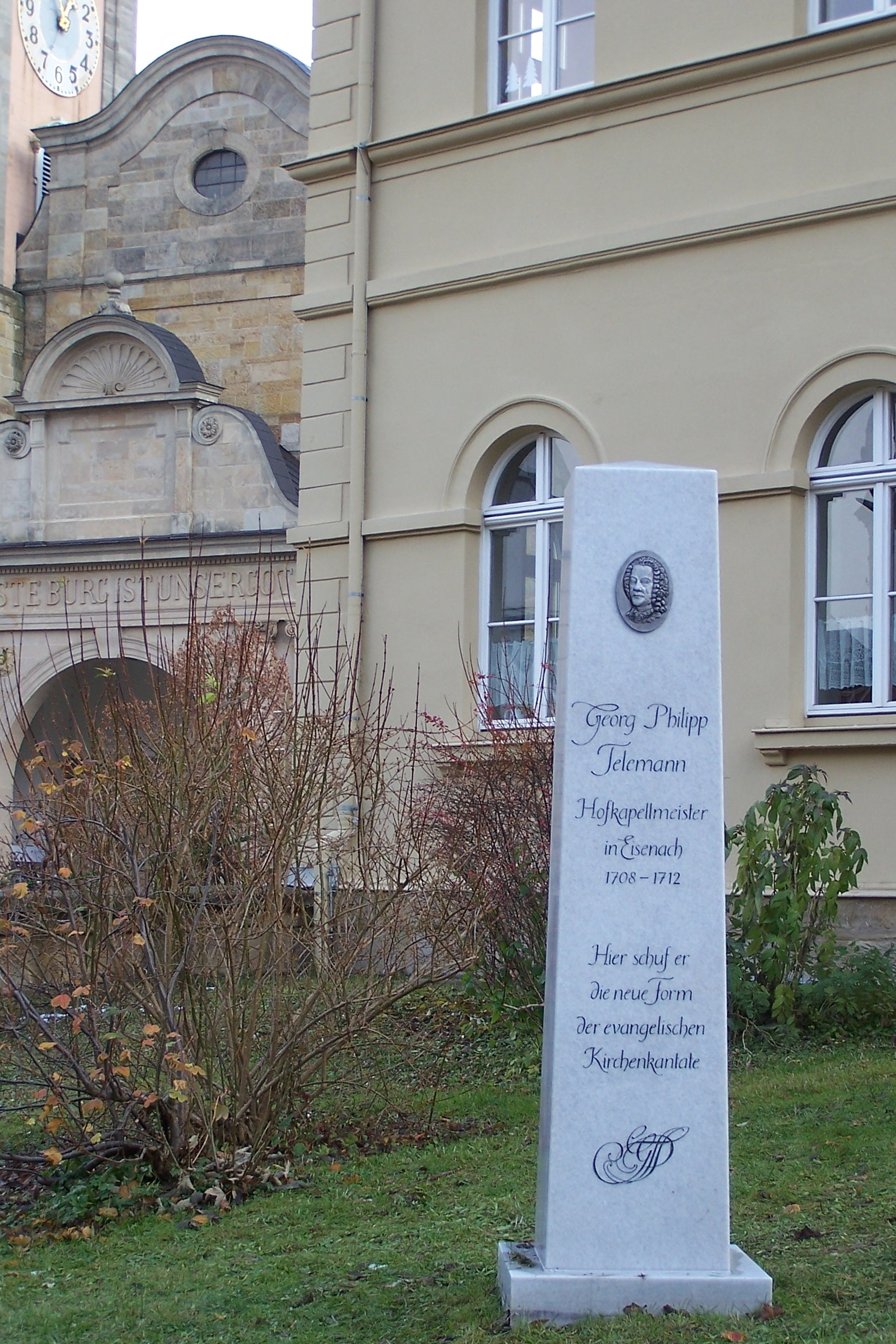
Telemannův pomník v Eisenachu. Nápis: "Georg Philipp Telemann, dvorní kapelník v Eisenachu 1708-1713. Zde vytvořil novou formu evangelické církevní kantáty."

Georg Philipp Telemann (14. března 1681 Magdeburg – 25. června 1767 Hamburk) byl německý hudební skladatel a varhaník, představitel pozdně barokní hudby. Hudební samouk, vystudoval práva na univerzitě v Lipsku. Byl jedním z nejhranějších skladatelů minulosti (přinejmenším ve své době), současníkem Johanna Sebastiana Bacha a celoživotním přítelem Georga Friedricha Händela. Zatímco dnes je Bach obecně považován za významnějšího skladatele, byl Telemann pro své hudební schopnosti během celého svého života mnohem proslulejší.
Telemann velice často cestoval a na svých cestách byl ovlivňován řadou jiných hudebních stylů, které pak využíval ve vlastních skladbách. Je znám jako skladatel koncertů pro neobvyklé nástrojové kombinace, například violová nebo žesťová tělesa.
Během života zastával řadu důležitých hudebních pozic, jejichž vyvrcholením bylo místo hudebního ředitele pěti největších chrámů v Hamburku, které zastával od roku 1720 až do své smrti v roce 1767. V těchto funkcích jej následoval jeho kmotřenec Carl Philipp Emanuel Bach.

## Život
Georg Philipp Telemann se narodil v Magdeburgu, nyní hlavním městě Saska-Anhaltska, v roce 1681. Nepocházel ze zvlášť muzikální rodiny, pouze jeho pradědeček působil jako zpěvák v Halberstadtu; nikdo jiný z jeho přímých předků se hudbou nezabýval. Telemannův otec zemřel již v roce 1685 a přenechal tak zodpovědnost nad dohledem a rozšiřováním vzdělání dětí jejich matce. Rodina patřila k vyššímu střednímu stavu s významným zapojením do církevního života. Již v 10 letech se projevilo Telemannovo hudební nadání; už ve 12 letech napsal svou první operu. Toto nadání však jeho rodina neocenila. V obavě, že se syn bude věnovat hudební kariéře, zabavila matka Telemannovi všechny jeho hudební nástroje a v roce 1693 jej poslala do jiné školy v Zellerfeldu (1694-1698) v naději, že tato změna nasměruje mladíka na slibnější profesní dráhu. Vedoucí školy však rozpoznal jeho výrazný talent a umožnil Telemannovi pokračovat ve skládání a rozšiřování hudebních vědomostí. Během studií na Gymnasium Andreanum v Hildesheimu se Telemann učil hrát na řadu hudebních nástrojů: zobcovou flétnu, varhany, housle, violu da gamba, flétnu, hoboj, šalmaj, kontrabas a trombón, na většinu z nich zcela sám. Působení novějších hudebních stylů jej vystavily jeho časté cesty: prvotní vliv na Telemanna měla hudba, kterou tvořili Johann Rosenmüller a Arcangelo Corelli.
V roce 1701 vstoupil Telemann na Univerzitu v Lipsku se záměrem studovat práva, pravděpodobně na přání své matky. Jeho hudební talent nebyl ještě příliš dlouho znám, ale již byl pověřen psaním hudby pro dva největší kostely ve městě. Brzy nato založil čtyřicetičlenné Collegium Musicum, které se věnovalo provádění jeho hudby. V následujícím roce byl Telemann jmenován ředitelem operního domu v Lipsku a zpěvákem v jednom z lipských chrámů. Telemannův rostoucí vliv začal vadit jinému, staršímu skladateli Johannu Kuhnauovi, jehož postavení hudebního představitele ve městě byla Telemannovým jmenováním ohrožena. Telemann též využíval ke svým operním produkcím řadu studentů, čímž omezoval jejich čas pro spolupráci s Kuhnauem. Kuhnau proto hanlivě označoval Telemana jako „operního muzikanta“. Dokonce po Telemannově odjezdu nemohl Kuhnau získat zpět umělce, které ztratil jejich přechodem k Telemannově opeře.
Telemann opustil Lipsko v roce 1705, aby se stal kapelníkem na dvoře hraběte Erdmanna II. v Sorau (dnešní Żary v Polsku). Zde se seznámil s francouzským stylem Lullyho a Campry a během následujících necelých tří let složil na 200 ouvertur a suit. Švédská Invaze do Německa donutila hraběte Erdmanna opustit hrad. Následně v roce 1707 Telemann patrně navštívil Paříž a později byl jmenován vedoucím zpěváků na dvoře v Eisenachu, kde se setkal s Johannem Sebastianem Bachem. I přes obdivuhodný skladatelský výkon v těchto letech nastalo jeho nejplodnější období až v roce 1721, kdy se stal hudebním ředitelem pěti největších kostelů v Hamburku, a v této funkci setrval až do své smrti. Zde Telemann psal dvě kantáty pro každou nedělní bohoslužbu; kromě toho též komponoval další duchovní hudbu ke zvláštním příležitostem, přičemž vyučoval zpěv a hudební teorii a dirigoval týdenní a dvoutýdenní produkce vokálně-instrumentálních souborů. Po několik let také řídil místní operu, kterou ovšem dovedl k finančnímu nezdaru.
Když se v Lipsku uvolnilo Kuhnauovo místo, požádal o ně i Telemann. Mezi šesti kandidáty byl vítězným favoritem městské rady. Telemann funkci odmítl, neboť nabídku potřeboval jen jako argument pro požadavel vyššího platu ve své funkci v Hamburku. Po Telemannově odmítnutí dostal tuto práci Christoph Graupner, ten ji však také odmítl, aby připravil cestu pro J.S. Bacha. Telemann si také zvýšil svůj hamburský plat o příjem z několika menších angažmá na jiných dvorech a z publikování svých hudebních skladeb.
Okolo roku 1740 Telemann ve své skladatelské činnosti polevuje a začíná vkládat více energie do teoretických pojednání. V té době si také dopisuje s několika mladšími skladateli včetně Františka Bendy a svého kmotřence C.P.E. Bacha. Po smrti svého prvorozeného syna Andrease v roce 1755 převzal Telemann odpovědnost za výchovu svého vnuka Georga Michaela Telemanna a začal tohoto budoucího skladatele hudebně vzdělávat. Řada jeho duchovních oratorií je datována z tohoto období. V pozdějších letech se Telemannovi začal zhoršovat zrak, což vedlo kolem roku 1762 k poklesu jeho aktivity; jako skladatel však působil až do své smrti 25. června roku 1767.

## Dílo
Jeho dílo je velmi rozsáhlé. Složil 12 ročníků chrámových kantát, 46 pašijí, 35 oratorií, 50 oper, 15 mší a velký počet (téměř 1000) menších děl.
Ve svých dílech kladl důraz na melodiku. Ovlivnila jej francouzská a italská hudba. V jeho hudbě jsou stále ještě dominantní vlivy baroka, ale již se v ní začínají uplatňovat i prvky rokoka. Za svého života byl považován za jednoho z nejlepších hudebníků své doby. Po jeho smrti bylo však jeho dílo postupně téměř zapomenuto; na repertoár divadel se znovu dostalo až ve druhé polovině 20. století.

### Nejznámější díla
- Der geduldige Socrates (Trpělivý Sokrates), opera 1721
- Pimpinone, opera 1725
- Der Tag des Gerichts (Soudný den), oratorium 1761-2
- Koncert D dur pro trubku